# ビッグストーン
ビッグストーン（欧字名:Bigstone、1990年2月8日 - 2002年）は、アイルランドで生産された競走馬、種牡馬。
主な勝ち鞍に1993年のサセックスステークス（G1）、クイーンエリザベス2世ステークス（G1）、1994年のイスパーン賞（G1）、フォレ賞（G1）。日本国内では、宝塚記念（GI）など多数の重賞を制したメイショウドトウの父として知られる。

## 競走馬時代
1992年9月30日、フランスのサンクルー競馬場で開催されたマラヴェディス賞でデビュー。しかし2着に敗れ、続いて出走したメゾンラフィット競馬場で開催のメディウム賞でも再び2着にクビ差で敗れる。2歳シーズンはこの2戦で終えることとなった。
1993年3月9日、メゾンラフィット競馬場のエタンプ賞から始動すると2着に2と2分の1馬身を付けて快勝。続いてサンクルー競馬場のオムニウムII賞でも2馬身差で勝利し、4月25日にG2グレフュール賞に挑むもここでは2着に敗れた。
5月30日、ロンシャン競馬場で行われたジャンプラ賞でG1に初参戦した。1番人気の高評価を得たものの、結果はクビ差で2着に敗れる。続いてパリ大賞にも出走したが、ここではハナ差の2着に敗れた。しかし、渡英して5番人気と評価を落として出走したサセックスステークスでは、ザフォニックらの強敵を寄せ付けず、2着に1馬身程度の差をつけ4戦ぶりの勝利と初G1制覇を挙げた。
9月5日、ムーラン・ド・ロンシャン賞に出走するも、キングマンボらに屈し1番人気を裏切る3着に敗れる。だが、9月25日に行われたクイーンエリザベス2世ステークスは前走で敗れたキングマンボを下し、3番人気からの1着と前回とは逆の評価と着順となった。その後、ブリーダーズカップマイルへと挑戦したが、6着に敗れた。
1994年は3月29日のイスパーン賞から始動すると、ハトゥーフらを抑えて勝利。そのまま少し空いて6月27日に連覇の懸かるサセックスステークスへ出走。しかし、ここでは生涯最低着順の8着に敗れた。その後ムーランドロンシャン賞、クイーンエリザベス2世ステークスと前年勝利したレースで連続で敗れてしまう。その後、10月16日、フォレ賞に出走。ミストフライトとの大接戦を短首差制し、G1レース4勝目を挙げた。11月5日には再びブリーダーズカップマイルに挑戦するも、ここでも並んで生涯最低着順の8着に敗れる。このレースを最後に引退した。

## 種牡馬時代
引退後はアイルランドで種牡馬入りした。シンガポールでもシャトル種牡馬として種付けを行っていたという。日本においては、輸入された産駒のメイショウドトウが2000年の中京記念（GIII）、金鯱賞（GII）、オールカマー（GII）、2001年の日経賞（GII）、宝塚記念（GI）を制したほか、GI競走2着5回の成績を挙げるなど活躍した。
しかし、欧州では特筆すべき活躍を挙げるような産駒は現れず、メイショウドトウが日本で活躍し始めるより前の1999年に中国へ輸出された。ビッグストーンは中国では北京通順競馬場（2005年閉鎖）に繋養され、2002年に死亡したとされる。

## 血統表
| ビッグストーンの血統            | ビッグストーンの血統             | ビッグストーンの血統 | （血統表の出典）   | （血統表の出典） |
| 父系                            | ノーザンダンサー系               | ノーザンダンサー系   | ノーザンダンサー系 | [ § 2 ]          |
| 父 ラストタイクーン 1983 黒鹿毛 | 父の父トライマイベスト 1975 鹿毛 | Northern Dancer      | Nearctic           | Nearctic         |
| 父 ラストタイクーン 1983 黒鹿毛 | 父の父トライマイベスト 1975 鹿毛 | Northern Dancer      | Natalma            |                  |
| 父 ラストタイクーン 1983 黒鹿毛 | 父の父トライマイベスト 1975 鹿毛 | Sex Appeal           | Buckpasser         | Buckpasser       |
| 父 ラストタイクーン 1983 黒鹿毛 | 父の父トライマイベスト 1975 鹿毛 | Sex Appeal           | Best In Show       |                  |
| 父 ラストタイクーン 1983 黒鹿毛 | 父の母*Mill Princess 1977 鹿毛   | Mill Reef            | Never Bend         | Never Bend       |
| 父 ラストタイクーン 1983 黒鹿毛 | 父の母*Mill Princess 1977 鹿毛   | Mill Reef            | Milan Mill         |                  |
| 父 ラストタイクーン 1983 黒鹿毛 | 父の母*Mill Princess 1977 鹿毛   | Irish Lass           | Sayajirao          | Sayajirao        |
| 父 ラストタイクーン 1983 黒鹿毛 | 父の母*Mill Princess 1977 鹿毛   | Irish Lass           | Scollata           |                  |
| 母 Batave 1982 栗毛             | 母の父*ポッセ 1977 栗毛          | Forli                | Aristophanes       | Aristophanes     |
| 母 Batave 1982 栗毛             | 母の父*ポッセ 1977 栗毛          | Forli                | Trevisa            |                  |
| 母 Batave 1982 栗毛             | 母の父*ポッセ 1977 栗毛          | In Hot Pursuit       | Bold Ruler         | Bold Ruler       |
| 母 Batave 1982 栗毛             | 母の父*ポッセ 1977 栗毛          | In Hot Pursuit       | Lady Be Good       |                  |
| 母 Batave 1982 栗毛             | 母の母Bon Appetit 1967 栗毛      | Major Portion        | Court Martial      | Court Martial    |
| 母 Batave 1982 栗毛             | 母の母Bon Appetit 1967 栗毛      | Major Portion        | Better Half        |                  |
| 母 Batave 1982 栗毛             | 母の母Bon Appetit 1967 栗毛      | Sweet Solera         | *ソロナウェー      | *ソロナウェー    |
| 母 Batave 1982 栗毛             | 母の母Bon Appetit 1967 栗毛      | Sweet Solera         | Miss Gammon        |                  |
| 母系(F-No.)                     | (FN:11-f)                        | (FN:11-f)            | (FN:11-f)          |                  |
| 出典                            | 1. 2.                            | 1. 2.                | 1. 2.              | 1. 2.            |